# Municipio de Tampamolón Corona
Tampamolón Corona (del huasteco: Tan Pamál Loj ‘Lugar de la barreta enredada’) es uno de los 59 municipios que constituyen el estado mexicano de San Luis Potosí. Se encuentra localizado al sureste del estado y aproximadamente a 368 kilómetros de la ciudad de San Luis Potosí. Cuenta con una extensión territorial de 257.58 km².
Según el II Conteo de Población y Vivienda de 2005, el municipio tiene 13,760 habitantes, de los cuales 6,874 son hombres y 6,886 son mujeres. (año 2010 en 14,274 habitantes) Su nombre proviene del huasteco.

## Descripción geográfica

### Ubicación
Tampamolón se localiza al sureste del estado entre las coordenadas geográficas 21° 33′ N, y 98° 49′ W; a una altitud promedio de 100 m s. n. m.
El municipio colinda al norte con el municipio de San Antonio; al este con Tanquian de Escobedo; al sur con Tampacán; y al oeste con Coxcatlán.

### Orografía e hidrografía
Posee un territorio montañoso, sus principales elevaciones alcanzan los 340 m s. n. m. Sus suelos se formaron en la era Mesozoica, y su uso principalmente es ganadero, forestal y agrícola. El municipio pertenece a la región hidrológica Panuco. Sus recursos hidrológicos son proporcionados principalmente por el río Moctezuma. Además, cuenta con arroyos de afluente temporal como el arroyo el Florido; así como algunos manantiales.

### Clima
Su principal clima es el cálido húmedo; con lluvias en verano y sin cambio térmico invernal bien definido. La temperatura media anual es de 24.9°C, la máxima se registra en el mes de mayo (45.5 °C) y la mínima se registra en enero (7.5 °C). El régimen de lluvias se registra en el verano, contando con una precipitación media de 1,213 milímetros.

## Cultura

### Sitios de interés
- Templo Parroquial.
- Kiosco.

### Fiestas
Fiestas civiles
- Aniversario de la Independencia de México: 16 de septiembre.
- Aniversario de la Revolución mexicana: El 20 de noviembre.

Fiestas religiosas
- Semana Santa: jueves y viernes Santos.
- Día de la Santa Cruz: 3 de mayo.
- Fiesta en honor de la Virgen de Guadalupe: 12 de diciembre.
- Día de Muertos: 2 de noviembre.
- Fiesta patronal en honor de Santiago Apóstol: 24 y 25 de julio.

## Gobierno
Su forma de gobierno es democrática y depende del gobierno estatal y federal; se realizan elecciones cada 3 años, en donde se elige al presidente municipal y su gabinete. La actual presidenta electa municipal es Silvia Medina Burgaña del Partido Verde Ecologista de México
El municipio cuenta con 158 localidades, las cuales dependen directamente de la cabecera del municipio, las más importantes son: Tampamolón (cabecera municipal), Agua Fría, Arroyo Grande, Arroyo Seco, Barrón, La Candelaria, Cañas Frías, El Carrizal, El Ciruelo, Coaxinquila, Coaxocoyo, Consuelo, C'oyob tújub, La Cruz Grande, La Cruz Chica, Cuatixtalab, Cuatz ajin (Coatzajín), El Chijol, Tonatico, Las Víboras, Tzapuja, Comunidad el Naranjo y Chiquinteco.

## Historia
Lugar de nacimiento de personajes como Gonzalo N. Santos y Pedro Antonio de los Santos Rivera. Ya para finalizar su segundo año como gobernador el general Gonzalo N. Santos declaró al poblado de Tampamolón Corona como capital del estado y los tres poderes permanecieron en dicho lugar. Se llevó a cabo la construcción de una carretera que dio entrada de Tampamolón Corona a Tamuín, pasando por Tanquían Escobedo y San Vicente Tancuayalab. Convirtió su propiedad “El Gargaleote”, en Tamuín como casa de gobierno.
En Tampamolón el conquistador Hernán Cortés fue sanado de sus heridas después de una batalla en su paso por la zona, en agradecimiento concedió el Título de Villa Tampamolón de La Corona, cabe destacar que este municipio cuenta con una joya arquitectónica, nombrada recientemente Patrimonio Cultural de la Nación, un Kiosco de origen belga único en toda América traído por el emperador Maximiliano I de México, pero donado al pueblo por el exgobernador del Estado Gonzalo Santos